# Albrecht I Wielki
Albrecht I Wielki, niem. Albrecht I. der Große (ur. w 1236 r., zm. 15 sierpnia 1279 r.) – wspólnie z bratem Janem książę Brunszwiku i Lüneburga od 1252 r., po podziale w 1267 r. samodzielny książę Brunszwiku, z dynastii Welfów.

## Życiorys
Albrecht I był synem księcia Brunszwiku i Lüneburga Ottona I Dziecięcia oraz Matyldy, córki margrabiego Brandenburgii Albrechta II (prawdopodobnie najstarszym spośród synów, którzy przeżyli swego ojca). Po śmierci ojca objął rządy w jego państwie wraz z bratem Janem. Chciał przywrócić potęgę rodu Welfów, jaką ci osiągnęli za panowania jego pradziada Henryka Lwa, jednak z niewielkim skutkiem. W 1261 r. uczestniczył w wyprawie do Danii, która przyniosła mu stanowisko namiestnika Jutlandii, jednak tylko na krótki okres. Jego udział w wojnie o sukcesję po Ludowingach przyniósł tylko utratę części terytorium jego państwa nad Werrą. Po podziale księstwa z bratem w 1267 r., podczas którego otrzymał jego południową część, skupił się na sprawach wewnętrznych kraju. Po śmierci brata w 1277 roku został regentem Otto II Surowego i tę funkcję sprawował do końca życia. Po śmierci kolejnym regentem został jego brat Konrad, biskup Vixen.

## Potomkowie
Albrecht I był dwukrotnie żonaty. W 1254 r. poślubił Elżbietę, córkę księcia Brabancji Henryka II, która zmarła w 1261 r. Małżeństwo to było bezdzietne. W 1263 r. Albrecht ożenił się z Alessiną, córką margrabiego Montferratu Bonifacego II. Mieli siedmioro dzieci, w tym:
- Henryka (zm. 1332), księcia Brunszwiku od 1279 r., w podziale z 1286 r. otrzymał Grubenhagen,
- Wilhelma (zm. 1292), księcia Brunszwiku od 1279 r., w podziale w 1286 r. otrzymał Brunszwik,
- Albrechta (zm. 1318), księcia Brunszwiku od 1279 r., w podziale z 1286 r. otrzymał Getyngę, w 1292 r. po śmierci brata objął także rządy w Brunszwiku,
- Luthera (zm. 1335), wielkiego mistrza zakonu krzyżackiego od 1331,
- Matyldę (zm. 1318), żonę księcia głogowskiego i wielkopolskiego Henryka III głogowskiego.